# 安内莉泽·屈佩尔斯
安内莉泽·屈佩尔斯（德語：Anneliese Küppers，1929年8月6日—2010年9月24日），德国女子马术运动员。她曾代表德国联队参加1956年夏季奥林匹克运动会马术比赛，获得团体盛装舞步赛银牌。